# Cronometria

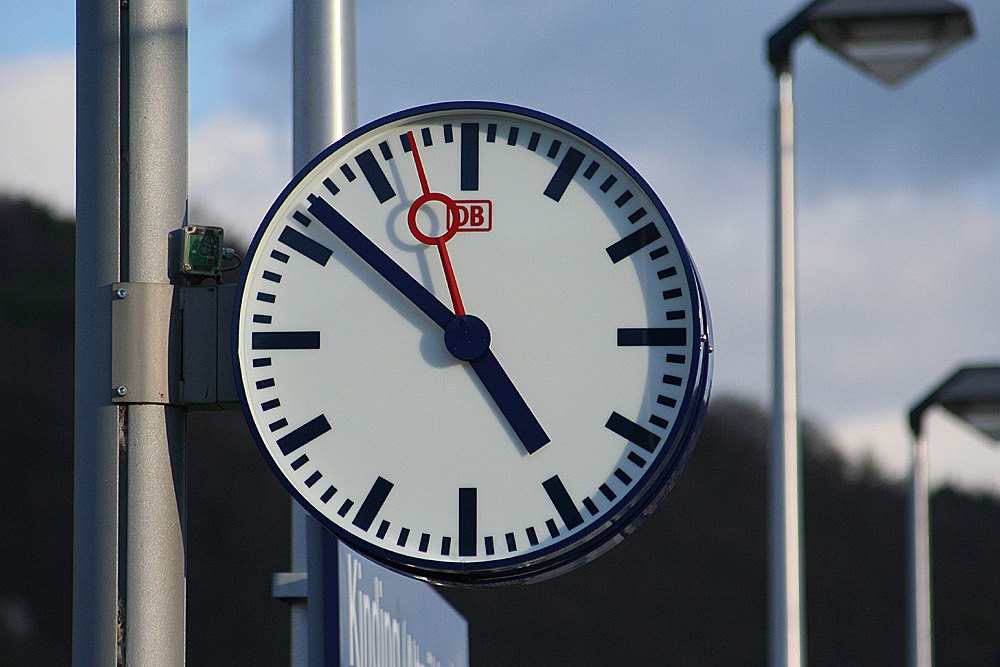
Un rellotge en una estació de ferrocarril alemanya sincronitzat pel protocol DCF77.

La cronometria és la disciplina que s'ocupa de la mesura exacta del temps, mesurant-lo per períodes o divisions.
A la segona meitat del segle xx, en vista dels avenços realitzats en aquest camp, va entrar en relació amb la cronologia que es refereix a la definició d'una norma de temps .

## Principis
La cronometria es basa en la regularitat de determinats fenòmens i en les matemàtiques.
Comparant les indicacions d'un rellotge amb un sistema de referència en un interval d'un dia, obtenim un "caminar durant el dia" expressat en segons. Si el rellotge avança, el seu progrés és positiu; si el rellotge es retarda, el seu progrés és negatiu. Si el rellotge és perfecte, la diferència és exactament vint-i-quatre hores i es diu que la seva velocitat és zero.
El sistema de referència està constituït tradicionalment per una observació astronòmica que pretén determinar el temps.
Debem un treball de cronometria sobre tots els defectes que dificulten el funcionament precís dels rellotges. Això inclou:
- investigació sobre isocronisme;
- millores als dispositius d'escapament en rellotgeria;
- investigació sobre la fricció en micromecànica;
- recerca sobre l'entorn magnètic, atmosfèric i tèrmic dels rellotges;
- recerca en electricitat, física atòmica i òptica;
- recerca sobre la metrologia del temps.

La cronometria és un enfocament teòric per mesurar el temps. Pel seu gran interès pels instruments de mesura, sovint està vinculat a la tecnologia.

## Història de la cronometria

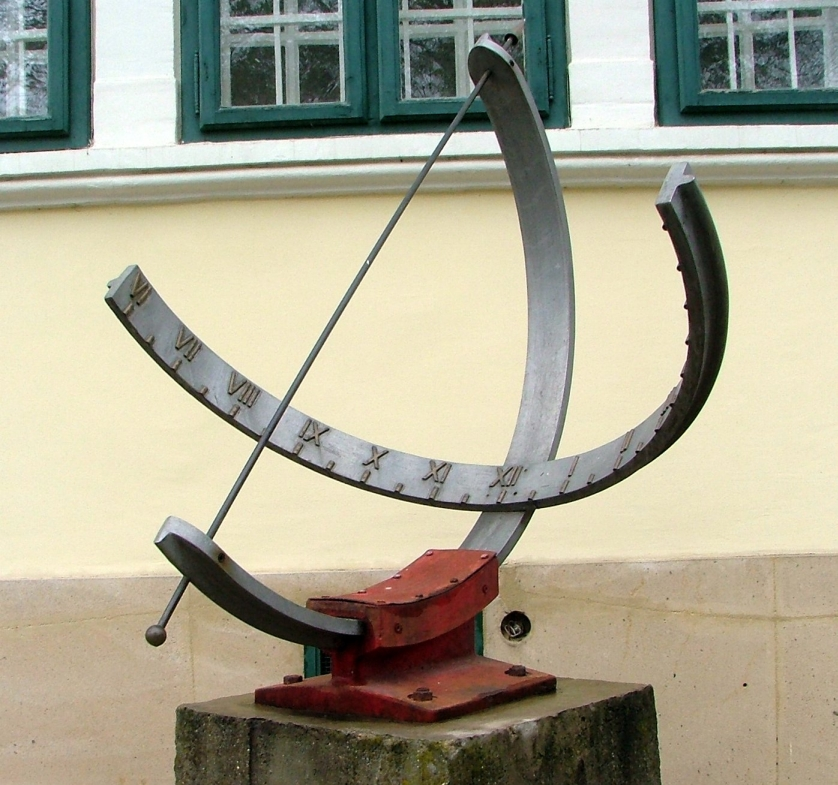
Un rellotge de sol equatorial.

Observant fenòmens terrestres periòdics, com les sortides i les postes de sol, l'home va adquirir, després va intentar definir, la noció de temps. Aquest enfocament portarà a la definició d' unitats de temps, és a dir, hores, minuts i segons. A partir d'aquestes idees, l'home intentarà dissenyar eines capaces de mesurar el temps.
L'ombra projectada per un pal enganxat a terra canvia del matí al vespre i, quan aquesta ombra és més curta, és migdia. Aleshores es diu que el sol passa al seu meridià, del llatí , meri-die, mig del dia. Aquest senzill experiment dona com a resultat la creació d'un gnòmon que permet comptar els intervals de temps i que està molt a prop del rellotge de sol. Aquesta tècnica té defectes: el camí i la velocitat de l'ombra varien segons les estacions i, a la nit, és impossible saber l'hora. Només els passos del sol al migdia poden indicar amb precisió la durada d'un "veritable dia solar".
Per tal de superar aquests defectes, s'han desenvolupat eines que poden funcionar dia i nit; ja no mesuren fenòmens periòdics naturals sinó fenòmens periòdics mecànics. És el cas de les clepsidras, els rellotges de sorra o els rellotges de foc. Aquests aconsegueixen una precisió d'aproximadament una hora al dia.
Entre segle x i segle xvi, mecànics d'arreu del món es van dedicar a dissenyar aparells que, utilitzant pesos o molles, oferien la possibilitat d'indicar l'hora i van donar lloc als primers rellotges astronòmics.
Una noció fonamental en cronometria va ser descoberta per Galileu que va comprendre el 1638 que hi havia oscil·lacions la cadència de les quals és gairebé independent de la seva amplitud, això és l'isocronisme. Això portarà a una teorització del moviment del pèndol.
Christian Huygens va inventar a la segona meitat del segle xvii en col·laboració amb Salomon Coster el primer rellotge " regulat » mitjançant un pèndol, i poc després, va adaptar la idea de Robert Hooke del volant-espiral en els rellotges. El desenvolupament constant d'aquesta tecnologia permetrà obtenir un rellotge cada cop més precís amb variacions d'uns minuts, i després d'uns segons al dia.

### Primers cronòmetres

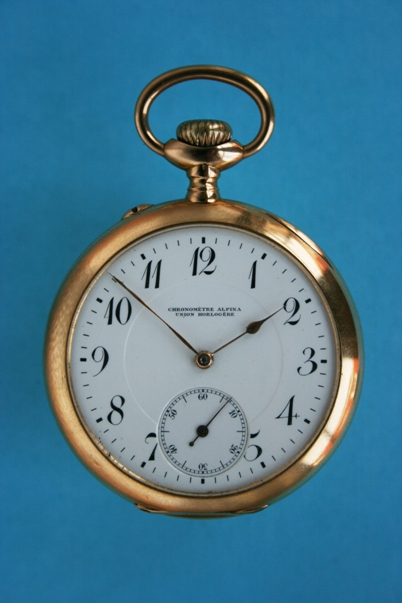
Un cronòmetre suís (vers 1910).

L'ebenista anglès John Harrison va dissenyar un rellotge de precisió i va guanyar el premi. Aquest fet marcarà els inicis de la cronometria moderna. Des de llavors, la mesura precisa del temps esdevé un repte important. Per tal de sostenir els progressos tècnics lligats a la rellotgeria, la classe d'indústria i del comerç de la Societat de les Arts de Ginebra procedeix des de 1790 a assajos cronomètrics, però aquests últims es revelaran poc concloents. Cal esperar 1801 perquè un cronòmetre de marina Demôle i Magnin sigui comparat amb el « temps mitjà » proporcionat per l'Observatori de Ginebra, l'èxit d'aquesta mesura portarà a una modernització de l'observatori i a l'obertura d'un servei chronométrique l'any 1842.
L'any 1857, per tal de seleccionar rellotges per a torpeders, el Servei Hidrogràfic de la Marina va llançar un concurs bianual basat en una normativa desenvolupada per Jean-Pierre Lieussou i destinada al mesurament de cronòmetres. El 1866, l' Observatori de Neuchâtel va organitzar la seva primera competició cronomètrica anual. Està obert a cronòmetres marins i de butxaca que sotmet a proves de posicionament i temperatura. Aquest tipus de competició permet realitzar estudis estadístics seriosos sobre la regularitat dels cronòmetres i aprofundir en el coneixement dels rellotgers sobre l'ajust i disseny dels seus productes.
En enrotllar manualment un cronòmetre, l'energia es transmet a una molla. Aquesta molla, relaxant-se, acciona un conjunt d'engranatges que mouran les agulles. Un òrgan regulador s'encarrega de frenar l'expansió de la molla perquè les agulles indiquin el temps transcorregut amb la màxima precisió possible.
L'escapament d'àncora lliure introduït el 1769 per Thomas Mudge va ser millorat cap al 1830 per Georges-Auguste Leschot, de la mateixa manera que es va optimitzar l'estabilitat tèrmica del volant-espiral a principis del segle xx amb nous material de baix coeficient de dilatació com els Invar i els Élinvar de Charles-Édouard Guillaume.

### El rellotge de Shortt
Els primers rellotges elèctrics que van aparèixer el 1840 amb Alexander Bain i el 1921, William H. Shortt presenta un sistema electromecànic realment notable. En el buit, per evitar qualsevol fricció, dins d'un rellotge mestre, oscil·la un pèndol que sincronitza el pèndol d'un rellotge secundari mitjançant electroimants. Aquest darrer pèndol s'utilitza per animar un mecanisme que permet mostrar les hores i proporciona regularment un pols al pèndol del rellotge mestre per evitar que s'aturi,
Aquest rellotge, també anomenat Synchronome, s'utilitzarà com a estàndard de freqüència en nombrosos observatoris astronòmics, la seva velocitat només es desvia en menys d'un segon per any. El moviment del pèndol del rellotge mestre s'estableix a la freqüència de 0,5 Hz, que és l'equivalent perfecte d'un segon.

### Primers rellotges de quars
Després del desenvolupament del primer oscil·lador de quars per Walter G. Cady, el primer rellotge de quars, va ser inventat el 1927 per Warren A. Marrison i Joseph W. Horton als Laboratoris Bell. Va ser un punt d'inflexió en la precisió, tant és així que Adolf Scheibe i Udo Adelsberger van descobrir l'any 1936, gràcies a aquest nou tipus d'instrument, les variacions de la velocitat de rotació de la Terra.
El cristall de quars piezoelèctric ofereix una freqüència de ressonància i una estabilitat significativament superiors als oscil·ladors utilitzats en la rellotgeria clàssica, encara que, a escala atòmica, es produeixen modificacions espontànies que distorsionen el funcionament d'aquests rellotges quan s'utilitza. Arribem a un marge d'error d'un segon cada deu anys, i segueix sent necessari comprovar-los periòdicament i reajustar-los a partir d'observacions astronòmiques.
El quars d'aquests rellotges de laboratori vibra a una freqüència de 100 000 Hz que es subdivideix per tal de regular un motor síncron utilitzat per proporcionar les unitats de temps.

### Rellotge d'amoníac

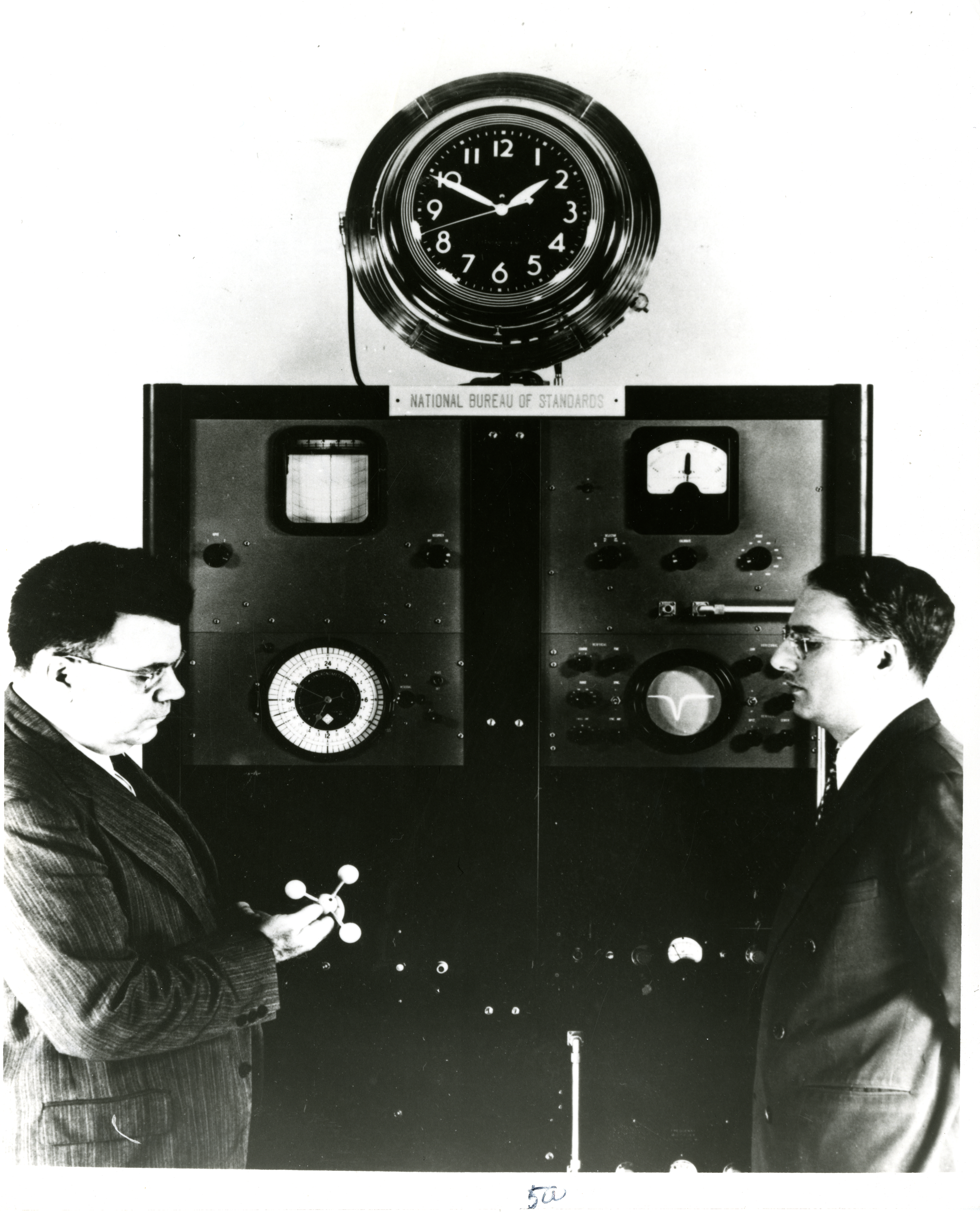
Edward U. Condon i Harold Lyons davant d'un prototip de rellotge atòmic a la NBS (1949).

Harold Lyons va construir un prototip l'any 1948 al National Bureau of Standards d'un rellotge molecular basat en la molècula d'amoníac. Si apliquem una ona electromagnètica d'una freqüència precisa a les molècules d'amoníac, aquestes molècules absorbiran l'energia de l'ona electromagnètica. Un circuit electrònic de quars proporciona una ona electromagnètica que s'injecta en una guia d'ones plena de gas amoníac. Aquesta ona es mesura posteriorment quan surt de la guia. Normalment, una gran part de l'ona hauria de ser absorbida per l'amoníac. Si no és així, la freqüència de l'ona injectada s'ajusta automàticament. A més, aquest procés de control permet controlar i limitar les possibles derivas de quars mitjançant el comportament de les molècules d'amoníac. La freqüència estabilitzada del quars s'utilitza per fer funcionar un rellotge.
L'avantatge d'aquest tipus de rellotge és que funciona utilitzant un estàndard molecular que és universal i estable. Malauradament, l'elecció de la molècula d'amoníac serà imprudent perquè la freqüència d'absorció electromagnètica de l'amoníac és massa variable. A més, la precisió d'aquest rellotge es mantindrà menor que la dels de quars.

### Primer màser
Un dispositiu que permet emetre un feix coherent de microones va ser presentat l' abril de 1954, per Charles H. Townes, aleshores investigador de la Universitat de Colúmbia. És el màser.
El principi general del màser és atrapar molècules d'amoníac en una cavitat. A continuació s'aplica la tècnica de bombeig òptic per tal d'obtenir una inversió de població, que portarà a que les molècules atrapades entrin en ressonància. Això resulta en una oscil·lació quantificable extremadament regular. Associant aquesta oscil·lació amb un quars, obtenim un rellotge molecular molt eficient la precisió del qual és de 10 −10, o aproximadament un segon en trenta anys.

### Rellotge atòmic Ramsey
El principi destacat pel rellotge d'amoníac d'Harold Lyons va ser adoptat el 1955 per Louis Essen i Jack V. L. Parry, que va perfeccionar un rellotge atòmic de cesi al National Physical Laboratory, aplicant el treball de Norman F. Ramsey. Ja no es basa en l'estabilitat de les molècules sinó en la dels àtoms.
Un àtom té diversos estats energètics diferents ; és possible seleccionar i modificar aquests estats.
En seleccionar els àtoms de cesi-133 que tinguin un estat energètic particular i després bombardejar-los amb una ona electromagnètica, el seu estat energètic es modificarà. Un detector permet comptar els àtoms així modificats. L'objectiu és trobar només un estat dels àtoms. A la pràctica, l'estat dels àtoms es modificarà només si la freqüència de l'ona electromagnètica enviada correspon a una mesura molt precisa. Si el detector compta massa àtoms que no estan en l'estat esperat, la freqüència de l'ona electromagnètica s'ajusta automàticament. Així, el sistema s'ajusta automàticament a una freqüència molt regular, de l'ordre de e10 Hz, que s'utilitza per controlar un rellotge de quars.
Aquests rellotges tenen una precisió de 10 −12, només es desvien un segon en 300 anys.

### Redefinint el temps
El 1967, durant la 13 Conferència General de Peses i Mesures, la “ temps astronòmic » és abolit a favor de « temps atòmic ». Davant d'aquest qüestionament de la definició del temps, la recerca ja no es dirigeix cap a la mesura precisa del temps sinó cap a la metrologia fonamental del temps i les freqüències.

## Estat actual del coneixement

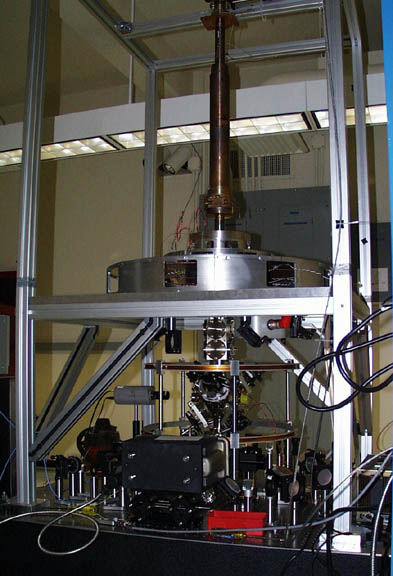
Detall d'un rellotge atòmic amb una font d'àtoms de cesi a l'USNO.

Això " ciència dels rellotges "ha evolucionat molt. La cronometria contemporània està avui en mans dels físics atòmics. Van ser ells els qui, a la dècada de 1980, van desenvolupar tècniques per refredar i manipular àtoms neutres mitjançant làser que van permetre als rellotges atòmics obtenir una precisió que ara és de l'ordre de e−15 seconde, la qual cosa representa una deriva d'un segon en deu milions anys.

### Aplicacions
Ser capaç de determinar el temps amb gran precisió és útil per a moltes aplicacions. La cronometria contemporània fa que les operacions de sincronització siguin més fiables en l'àmbit de les telecomunicacions, com en el cas de la multiplexació horària. Una escala de temps ultra estable fa possibles operacions de triangulació espacialment precises. Troba la seva utilitat en aplicacions de transferència de temps, en telemetria làser, interferometria o en sistemes de posicionament per satèl·lit. El sistema Galileo, per exemple, utilitza rellotges d'àtoms freds.
Actualment, les mesures extenses del temps proporcionen als científics el poder d'intentar verificar conceptes com ara la teoria de la relativitat.

#### Hora Atòmica Internacional
El temps és produït per una xarxa de rellotges atòmics comparats entre si mitjançant una mesura de transferència de temps que ha de respectar un protocol que inclou ponderacions i exclusions.

#### Temps universal coordinat
El temps universal coordinat, abreujat UTC, defineix l'hora legal del món. S'ajusta al Temps Atòmic Internacional (TAI) mitjançant una connexió per etapes per tenir en compte la lleugera desacceleració de la rotació de la Terra sobre si mateixa.

### Treball de recerca

#### Temps de pulsar
Els astrofísics van descobrir els púlsars de mil·lisegons el 1982 . Són estrelles que giren diversos centenars de vegades per segon i emeten ones de ràdio. Alguns han plantejat la idea de poder utilitzar aquestes ones per a la cronometria però l'estudi d'aquests púlsars va demostrar que no eren estables, ni a curt ni a llarg termini.

#### Rellotges òptics
Actualment, els resultats experimentals més prometedors s'obtenen mitjançant rellotges d'ions i rellotges de matriu òptica que ofereixen taxes de precisió que s'aproximen 10e−18 segons.

#### Rellotge nuclear
Mentre que un rellotge atòmic clàssic utilitza les transicions electròniques dels àtoms, diversos equips d'investigació estan treballant en les transicions nuclears dels nuclis de tori 229m per tal de crear un rellotge utilitzant trampes d'ions.